# Hamersville
Hamersville és una població dels Estats Units a l'estat d'Ohio. Segons el cens del 2000 tenia 515 habitants.

## Demografia
Segons el cens del 2000, Hamersville tenia 515 habitants, 180 habitatges, i 142 famílies. La densitat de població era de 537,4 habitants/km².
Dels 180 habitatges en un 38,9% hi vivien nens de menys de 18 anys, en un 63,3% hi vivien parelles casades, en un 11,7% dones solteres, i en un 21,1% no eren unitats familiars. En el 17,8% dels habitatges hi vivien persones soles el 7,2% de les quals corresponia a persones de 65 anys o més que vivien soles. El nombre mitjà de persones vivint en cada habitatge era de 2,86 i el nombre mitjà de persones que vivien en cada família era de 3,21.
Per edats la població es repartia de la següent manera: un 28,7% tenia menys de 18 anys, un 10,3% entre 18 i 24, un 32,8% entre 25 i 44, un 18,4% de 45 a 60 i un 9,7% 65 anys o més.
L'edat mediana era de 32 anys. Per cada 100 dones de 18 o més anys hi havia 97,3 homes.
La renda mediana per habitatge era de 34.063 $ i la renda mediana per família de 41.250 $. Els homes tenien una renda mediana de 30.875 $ mentre que les dones 19.375 $. La renda per capita de la població era de 14.471 $. Aproximadament el 5,3% de les famílies i el 6,4% de la població estaven per davall del llindar de pobresa.

## Poblacions més properes
El següent diagrama mostra les poblacions més properes.